# Lorttjärnen (Ockelbo socken, Gästrikland, 675606-153464)
Lorttjärnen är en sjö i Ockelbo kommun i Gästrikland och ingår i Testeboåns huvudavrinningsområde. Sjön är 7,1 meter djup, har en yta på 0,056 kvadratkilometer och befinner sig 284 meter över havet.